# 메흐메트 1세
메흐메트 1세(오스만 튀르크어: چلبی محمد, 튀르키예어: I. Mehmet Çelebi, 1382년 ~ 1421년 5월 26일)는 오스만 제국의 제 5대 술탄이며 군주(재위: 1413년 ~ 1421년)이다. 아버지는 바예지드 1세이다. 분열한 오스만 제국을 재 통일하였으며, 발칸 반도에서의 지배권을 재 확립하였다. 오스만 제국 최초의 문학 애호가이기도 하다.

## 생애
1402년 아버지 바예지드 1세가 앙카라 전투에서 티무르 제국의 티무르에게 대패하여 포로가 되었다가 사망한 뒤 오스만 제국은 티무르에 의해 바예지드의 아들들에게 나뉘었다. 메흐메트 1세는 이때부터 차기 술탄자리를 두고 다른 형제들과 쟁탈전을 벌이게 되었다. 메흐메트는 1404년 이사를 격파하고 부르사를 차지하였다. 이때 티무르의 포로가 되었다 돌아온 막내동생 무사는 1410년 루멜리아의 슐레이만을 격파하고 에디르네에서 독립하였다. 메흐메트는 무사와 싸우기 위해 비잔틴 제국 황제 마누엘 2세 팔라이올로고스와 동맹을 맺고 카무를루에서 무사를 격파하고 오스만 제국을 재 통일하였다.
| 전임 바예지드 1세 (재위 1389 - 1402) | 오스만 제국의 술탄 1413년~1421년 | 후임 무라트 2세 (재위 1421 - 1444) |